# Uli Maslo
Uli Maslo (* 6. Juli 1938 in Wattenscheid) ist ein ehemaliger deutscher Fußballspieler und -trainer.

## Spieler
Seine aktive Karriere begann Uli Maslo bei der SG Wattenscheid 09. 1959 wechselte er zu Rot-Weiss Essen und kam dort in drei Spielzeiten auf 14 Spiele, in denen er vier Tore erzielte. 1962 wechselte Maslo zum niederländischen Racing Club Heemstede.

## Trainer
Von 1972 bis 1977 arbeitete Uli Maslo als Jugend- und Co-Trainer beim FC Schalke 04. Im Jugendbereich führte er sowohl die Schalker B-Jugend als auch die A-Jugend zur Deutschen Meisterschaft. Am 21. Dezember 1977 trat er überraschend die Nachfolge von Friedel Rausch als Schalker Cheftrainer an. Am Ende der Saison 1977/78 belegte Schalke den neunten Platz in der Bundesliga und der Vertrag von Maslo wurde nicht verlängert.
Nach zwei kurzen Intermezzi bei Borussia Dortmund und vier Jahren bei Eintracht Braunschweig zog es Maslo an den persischen Golf, wo er Vereine aus Bahrain und Katar trainierte. Seine größten Erfolge feierte Maslo allerdings während seiner Zeit beim FC St. Pauli, mit dem er 1995 in die Bundesliga aufstieg. Anfang August 1995 wurde Maslo bei einem Vorbereitungsturnier in Landshut von Anhängern des Hamburger SV mit Steinen beworfen und erlitt eine Wunde am Bein. Nach dem 4:2-Sieg über den TSV 1860 München am ersten Spieltag der Saison 1995/96 stand Maslo mit St. Pauli auf dem ersten Bundesliga-Tabellenplatz. Ebenfalls im August 1995 sorgte er mit seiner im Aktuellen Sportstudio getätigten Äußerung „Ich bin stolz, ein Deutscher zu sein“ laut Hamburger Abendblatt beim FC St. Pauli für eine „Identitätskrise“, da Anhänger des Vereins rechtes Gedankengut witterten, was Maslo entschieden zurückwies und angab, missverstanden worden zu sein. Er habe diesen Ausspruch nur in Zusammenhang mit seiner Arbeit als deutscher Fußballtrainer im Ausland gemeint, so Maslo.
Zuletzt arbeitete Maslo als Kontaktmann des katarischen Fußballverbandes in Deutschland und sorgte für Aufsehen, als er den brasilianischen Stürmer Aílton für die katarische Fußballnationalmannschaft gewinnen wollte.

## Spielsystem
Bei den meisten Mannschaften bevorzugte Uli Maslo ein 3-2-4-1-System. Dieses defensive System zeichnete sich dadurch aus, dass die Mittelfeldspieler sofort aufrückten, um den Stürmer zu unterstützen. Maslo verlangte von seinen Spielern ein kompliziertes Laufwegesystem. Dieses System galt als eines der aufwendigsten Systeme der 90er Jahre in der Bundesliga, als die meisten anderen Mannschaften der Liga noch 3-1-4-2 spielten. Es verlangte hohe Disziplin, konnte aber aufgrund seiner Komplexität häufig nur schlecht von den trainierten Mannschaften umgesetzt werden. Mit dem FC St. Pauli spielte er es in leicht abgeänderter Form als 3-3-3-1. Maslo spielte dabei ohne Außenverteidiger und mit zwei Spitzen hintereinander. Mit diesem System schaffte Maslo es, St. Pauli 1995/1996 den Klassenerhalt zu sichern.

## Trainerstationen
| 1972–1977                           | Nachwuchs- und Co-Trainer Schalke 04 |
| 21. Dezember 1977 – 24. Mai 1978    | FC Schalke 04                        |
| 30. April 1979 – 30. Juni 1979      | Borussia Dortmund                    |
| 14. Oktober 1979 – 23. April 1983   | Eintracht Braunschweig               |
| 1. Juli 1983 – 23. Oktober 1983     | Borussia Dortmund                    |
| 1985–1988                           | West Riffa Bahrain                   |
| 1988–1992                           | Qatar Sports Club                    |
| 14. Oktober 1992 – 30. Juni 1993    | Eintracht Braunschweig               |
| 1993/94                             | West Riffa Bahrain                   |
| 18. Juli 1994 – 20. April 1997      | FC St. Pauli                         |
| 16. September 1997 – 27. April 1998 | Fortuna Düsseldorf                   |
| 2005                                | Al Salmiya (Kuwait)                  |